# Kabinett Konstantinos Karamanlis VI
Das Kabinett Konstantinos Karamanlis VI wurde am 21. November 1974 in Griechenland durch Konstantinos Karamanlis gebildet. Dieses Kabinett bestand bis zum 28. November 1977 und wurde dann durch das siebte Kabinett Karamanlis abgelöst. Bei der Parlamentswahl vom 17. November 1974 hatte die von Karamanlis geführte Nea Dimokratia (ND) 54,37 Prozent der Stimmen erhalten. Sie verfügte aufgrund des verstärkten Verhältniswahlrechts über 220 der 300 Sitze im Parlament und damit über eine überproportionale absolute Mehrheit.

## Minister
| Ministeramt                                     | Amtszeit                                              | Minister                                                                     | Lebensdaten                               |
| ----------------------------------------------- | ----------------------------------------------------- | ---------------------------------------------------------------------------- | ----------------------------------------- |
| Ministerpräsident (Präsident des Ministerrates) | 21. November 1974                                     | Konstantinos Karamanlis                                                      | * 1907 † 1998                             |
| Auswärtiges                                     | 21. November 1974                                     | Dimitrios Bitsios                                                            | * 1915 † 1984                             |
| Nationale Verteidigung                          | 21. November 1974                                     | Evangelos Averoff-Tossizza                                                   | * 1910 † 1990                             |
| Inneres                                         | 21. November 1974 10. September 1976 21. Oktober 1977 | Konstantinos Stefanopoulos Ippokratis Iordanoglou Georgios Mitsopoulos       | * 1926 † 2016 * 1909 † 1992 * 1912 † 2013 |
| Finanzen                                        | 21. November 1974                                     | Evangelos Devletoglou                                                        | * 1931 † 1992                             |
| Justiz                                          | 21. November 1974 21. Oktober 1977                    | Konstantinos Stefanakis Spyros Gangas                                        | * 1917 † 1992 Unbekannt                   |
| Koordination und Planung                        | 21. November 1974                                     | Panagiotis Papaligouras                                                      | * 1917 † 1993                             |
| Minister beim Ministerpräsidenten               | 21. November 1974                                     | Georgios Rallis                                                              | * 1918 † 2006                             |
| Öffentliche Arbeiten                            | 21. November 1974                                     | Christoforos Stratos                                                         | * 1924 † 1982                             |
| Nationale Bildung und religiöse Angelegenheiten | 21. November 1974 5. Januar 1976                      | Panagiotis Zeppos Georgios Rallis                                            | * 1908 † 1985 * 1918 † 2006               |
| Transport und Kommunikation                     | 21. November 1974                                     | Georgios Vogiatzis                                                           | * 1913 † 2003                             |
| Beschäftigung                                   | 21. November 1974                                     | Konstantinos Laskaris                                                        | * 1918 † 1989                             |
| Soziale Dienste                                 | 21. November 1974 22. Februar 1975 10. September 1976 | Vasilios Derdemezis Konstantinos Chrysanthopoulos Konstantinos Stefanopoulos | * 1906 † 1996 * 1910 † 1985 * 1926 † 2016 |
| Landwirtschaft                                  | 21. November 1974 10. September 1976                  | Ippokratis Iordanoglou Ioannis Boutos                                        | * 1909 † 1992 * 1925 † 2004               |
| Öffentliche Ordnung                             | 21. November 1974 5. Januar 1976                      | Solon Gkikas Georgios Stamatis                                               | * 1898 † 1978 * 1915 † 1986               |
| Kultur und Wissenschaften                       | 21. November 1974                                     | Konstantinos Trypanis                                                        | * 1909 † 1993                             |
| Industrie                                       | 21. November 1974                                     | Konstantinos Konophagos                                                      | * 1912 † 1989                             |
| Handelsmarine                                   | 21. November 1974                                     | Alexandros Papadongonas                                                      | * 1931                                    |
| Handel                                          | 21. November 1974 22. Februar 1975                    | Ioannis Boutos Ioannis Varvitsiotis                                          | * 1925 † 2004 * 1933                      |
| Nordgriechenland                                | 21. November 1974 21. Oktober 1977                    | Nikolaos Martis Dionysios Armpouzis                                          | * 1915 † 2013 * 1912 † ????               |